# Uadi Abiod
El uadi Abiod (en chaoui: ⵉⵖⵣⵉⵔ ⴰⵎⴻⵍⵍⴰⵍ, Ighzir Amellal) es un curso de agua, o uadi, que atraviesa el macizo del Aurès al noreste de Argelia. Nace aproximadamente a 2000 metros de altitud, cerca del Djebel Chélia (2328 m), punto culminante del Aurés, y fluye hacia el Sáhara (Biskra), según un eje noreste-suroeste.

## Geología
El valle de este uadi es una depresión sinclinal levantada en el  Pleistoceno, donde el uadi se ha hundido en proporción al levantamiento.

## Geografía
La vegetación en las tierras altas en el extremo norte del valle del uadi Abiod es típicamente  mediterránea con densos bosques de encina, pino y antiguos  cedros, sostenida por la abundante lluvia en las laderas más altas. La parte sur es principalmente desierto con vegetación muy escasa, con roble,  sabina, cedro,  tomillo, y alharma. El valle tiene varios oasis pequeños.

### Curso alto
Este curso de agua  nace en una región donde predomina la vegetación mediterránea de montaña (cedros, encinas), y las precipitaciones son todavía suficientes. Atraviesa primeramente el Djebel Ichmoul.

### Curso medio
Fluye entre el Djebel El Arezg y el Djebel Zellatou al oeste, y el Djebel Ahmar Khaddou al este, en un valle encajado llamado  « cañón del uadi Abiod ».
Después de haber pasado por  la ciudad de Arris, el uadi se adentra en las gargantas de Tighanimine, de 3 km de longitud.  Está bordeado por una antigua vía romana ; una inscripción grabada en la roca indica que fue construida en el año 145 a. J.-C. por un destacamento sirio de la Cuarta Legión.
El uadi pasa  por el pueblo de Ghoufi (municipio de Ghassira), célebre por sus balcones, (vistas sobre el cañón).
A la salida de las gargantas, el paisaje del valle resulta francamente desértico.

### Curso inferior

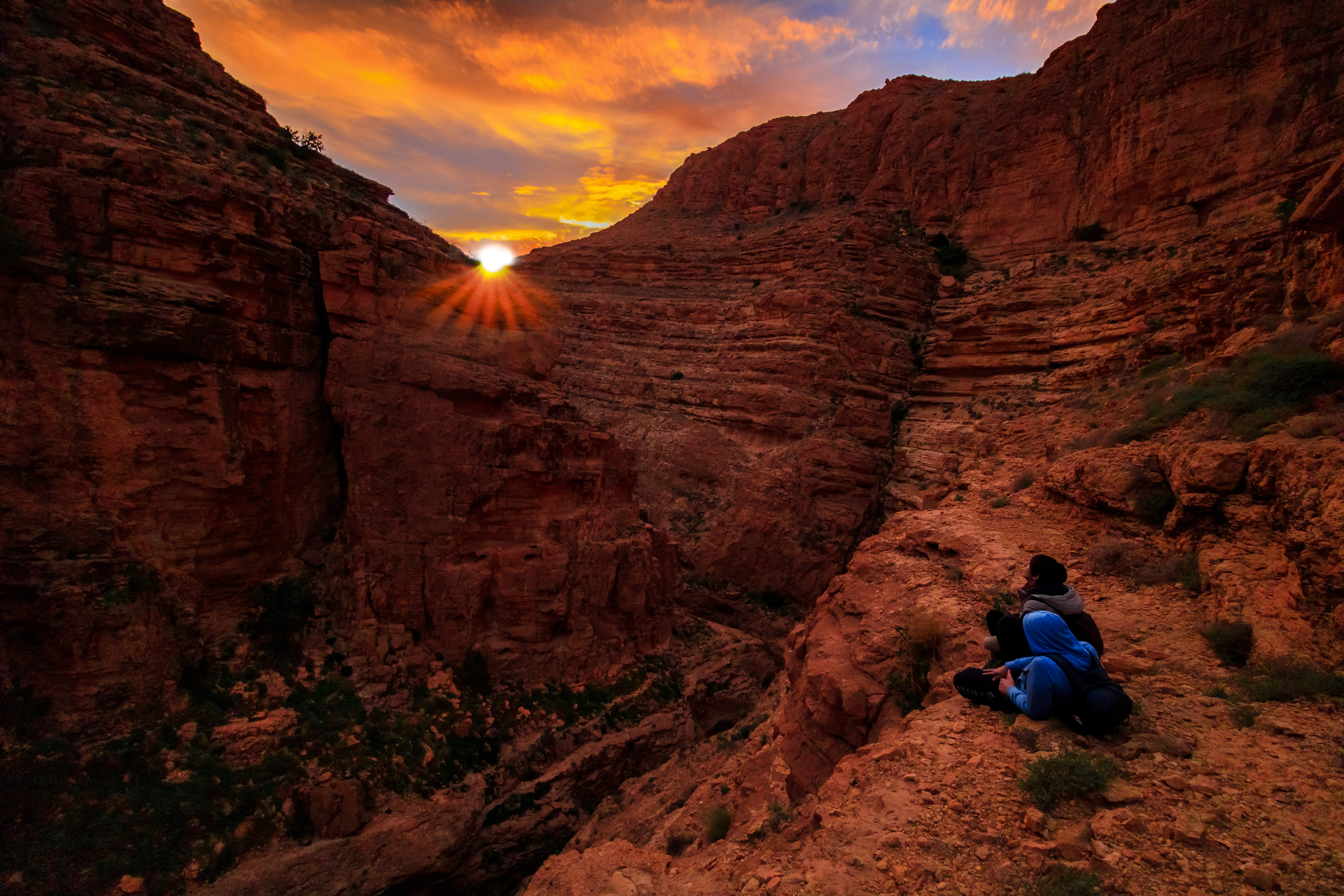
Cañón del uadi Abiod en el municipio de M'Chouneche, noviembre de 2018.

Más al sur, el uadi atraviesa Baniane (municipio de M'Chouneche), sale de la montaña en la región de Biskra, después el agua se pierde en las arenas del desierto.